# Fissuravis weigelti
Fissuravis weigelti — вид викопних безкілевих птахів вимерлої родини Lithornithidae ряду Lithornithiformes. Вид існував в Європі у ранньому палеоцені, 60 млн років тому.

## Скам'янілості
Скам'янілі рештки виду знайдено поблизу села Вальбек, Саксонія-Ангальт у Німеччині. Вид описаний лише по коракоїду